# Mega-Łada Togliatti
Mega-Łada Togliatti – rosyjski klub żużlowy z Togliatti. Dwunastokrotny drużynowy mistrz Rosji na żużlu klasycznym.  Drużyna czterokrotnie triumfowała w Klubowym Pucharze Europy w 2002, 2003, 2005 i 2008. Klub posiada również sekcję Ice speedwaya. 
W latach 1967–1993 drużyna nosiła nazwę Żyguli Togliatti (od ówczesnej marki, pod jaką sprzedawane były samochody WAZ (Łada) na rynku rosyjskim).

## Linki zewnętrzne

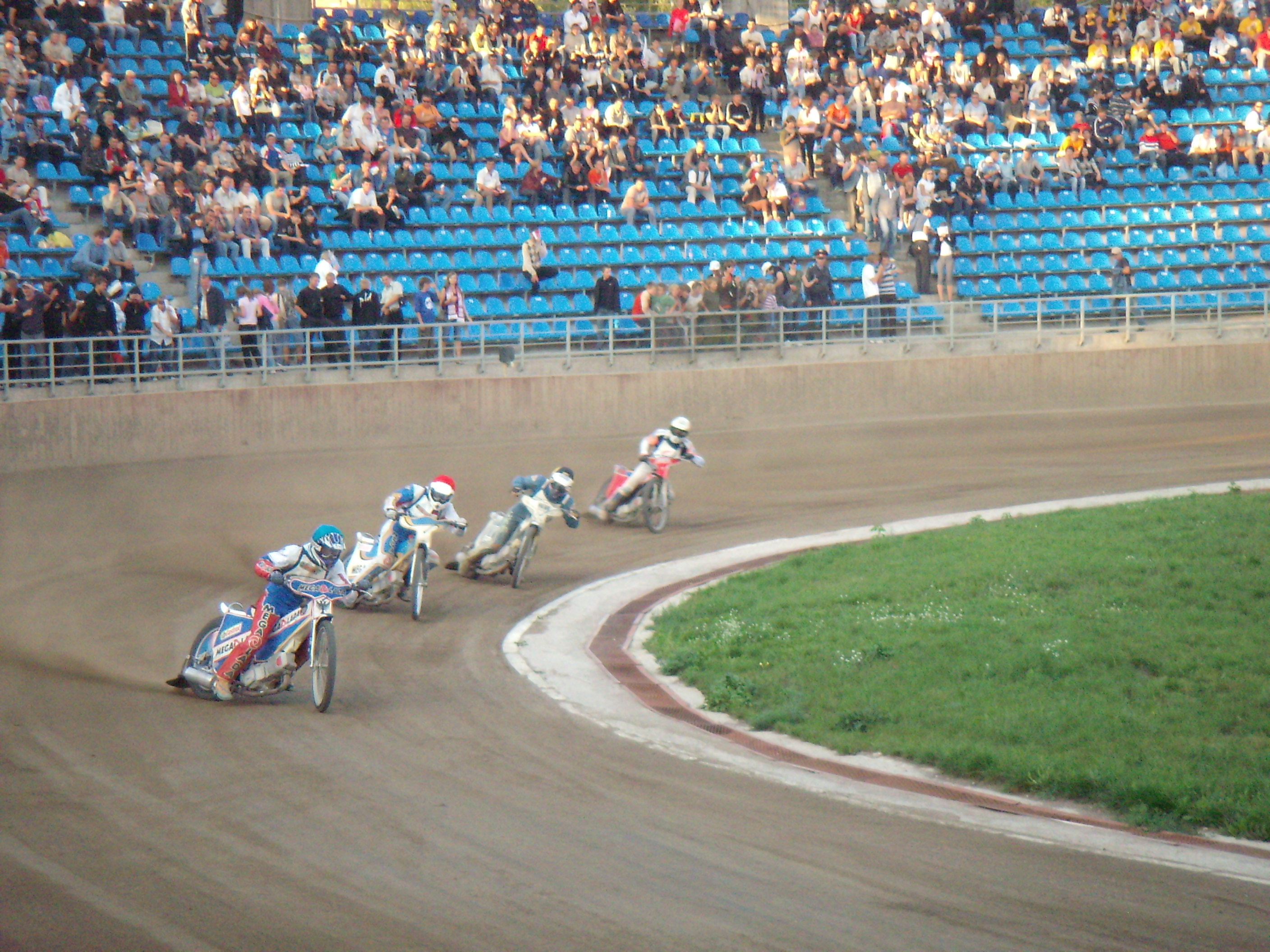
Żużlowcy Mega-Łada Togliatti prowadzą na pierwszym wirażu